# Lokāpur
Lokāpur är en ort i Indien.   Den ligger i distriktet Bagalkot och delstaten Karnataka, i den sydvästra delen av landet, 1 400 km söder om huvudstaden New Delhi. Lokāpur ligger 555 meter över havet och antalet invånare är 10 865.
Terrängen runt Lokāpur är platt. Runt Lokāpur är det tätbefolkat, med 276 invånare per kvadratkilometer. Lokāpur är det största samhället i trakten. Trakten runt Lokāpur består till största delen av jordbruksmark.